# フロリダブランカ伯爵の肖像 (スペイン銀行)
『フロリダブランカ伯爵の肖像』（フロリダブランカはくしゃくのしょうぞう、西: Retrato del Conde de Floridablanca, 英: Portrait of the Count of Floridablanca）は、スペインのロマン主義の巨匠フランシスコ・デ・ゴヤが1783年に制作した肖像画である。油彩。描かれている人物は当時スペイン国王カルロス3世の宰相として権力の絶頂にあった初代フロリダブランカ伯爵ホセ・モニーノ・イ・レドンドである。この作品はゴヤがスペインの重要な政治家を描いた最初の公式肖像画で、画面の中には伯爵が仕えたカルロス3世の肖像画があり、ゴヤ自身もまた伯爵に絵画を見せる役として登場している。現在はマドリードのスペイン銀行に所蔵されている。またプラド美術館にサイズの小さい異なるバージョンが所蔵されている。

## 人物
ホセ・モニーノは1728年にスペイン南東部の都市ムルシアで生まれた。1744年にオリウエラ大学の法学部を卒業し、サラマンカ大学で博士課程を修めた。そして弁護士としての経験を積んだのち1748年にマドリードへ移住し、王立評議会に加わった。彼は法律家としての優れた能力のために有力貴族からの保護を得ており、1763年にカルロス3世によって王室および宮廷の裁判官に任命された。1766年にはカスティーリャ王室諮問会議の最高検察官に任命され、イエズス会の解散を支持した。1772年、彼は教皇庁の使節となってローマ教皇クレメンス14世を相手にイエズス会解散の交渉を行い、翌1773年に実現させた。この功績により初代フロリダブランカ伯爵の称号を得て、カルロス3世勲章を授与された。1776年に宰相に任命され、カルロス3世とカルロス4世の統治下で16年間その職を務めた。対外政策ではアメリカ独立戦争で中立の立場を維持できず、1779年のアランフエス条約に署名し、イギリスに対する宣戦布告につながった。1781年、フランシスコ・カバリュスによって始められたスペイン最初の銀行であるサン・カルロス国立銀行（スペイン銀行の前身）の設立に関わった。また農業と灌漑に関する問題にも取り組み、アラゴン帝国運河の完成を含むいくつかの大規模な水利プロジェクトを実行した。1787年には国家最高評議会を創設し、自ら議長を務めたが、第10代アランダ伯爵ペドロ・パブロ・アバルカによって権力の座から追放された。ナポレオンが侵攻した1808年に国防を目的とする中央最高評議会の議長に選出されたが、同年、セビーリャで死去した。

## 制作経緯
当時、権力の絶頂にあったフロリダブランカ伯爵はゴヤの初期のキャリアと成功に決定的な役割を果たした。1780年、ゴヤは『キリストの磔刑』（Cristo crucificado）をきっかけに王立サン・フェルナンド美術アカデミーの会員に選出された。この選出はゴヤがマドリードの社交界や貴族サークルの最も重要な人物たちと接触することを可能にした。伯爵は後にこの作品をマドリードのサン・フランシスコ・エル・グランデ聖堂に送っており、翌1781年には同教会の装飾事業において祭壇画『シエナの聖ベルナルディーノの説教』（Predicación de San Bernardino de Siena）を発注した。この発注は故郷サラゴサにあるヌエストラ・セニョーラ・デル・ピラール聖堂のクーポラの天井画制作をめぐって義兄弟フランシスコ・バイユーと激しく対立し、落ち込んでいたゴヤを大いに励ました。

ゴヤがこのフロリダブランカ伯爵から依頼を受けて本作品を制作したのは1783年1月のことである。この依頼は内密のものであった。伯爵には肖像画を依頼したことを周囲に知られたくない何らかの理由があったのだろう。少なくともゴヤは依頼を受けるにあたって伯爵から口外することを禁じられており、そのことを友人のマルティン・サパテールに宛てた1783年1月22日付の手紙に次のように記している。
伯爵が肖像画を依頼した目的は不明であるが、おそらく非常に個人的な理由があったに違いない。タイミング的にはサン・カルロス国立銀行設立の翌年であったが、同銀行に肖像画を飾るためでなかったことは確かである。いずれにしても、この肖像画はアカデミー会員選出後に注文を受けた重要作品の1つで、ゴヤは同年のうちに芸術の後援者であったルイス・アントニオ・デ・ボルボーン親王という重要な顧客と出会うことになる。おそらく、肖像画が成功したことにより、伯爵からドン・ルイス親王を紹介されたのだろうと考えられている。

## 作品

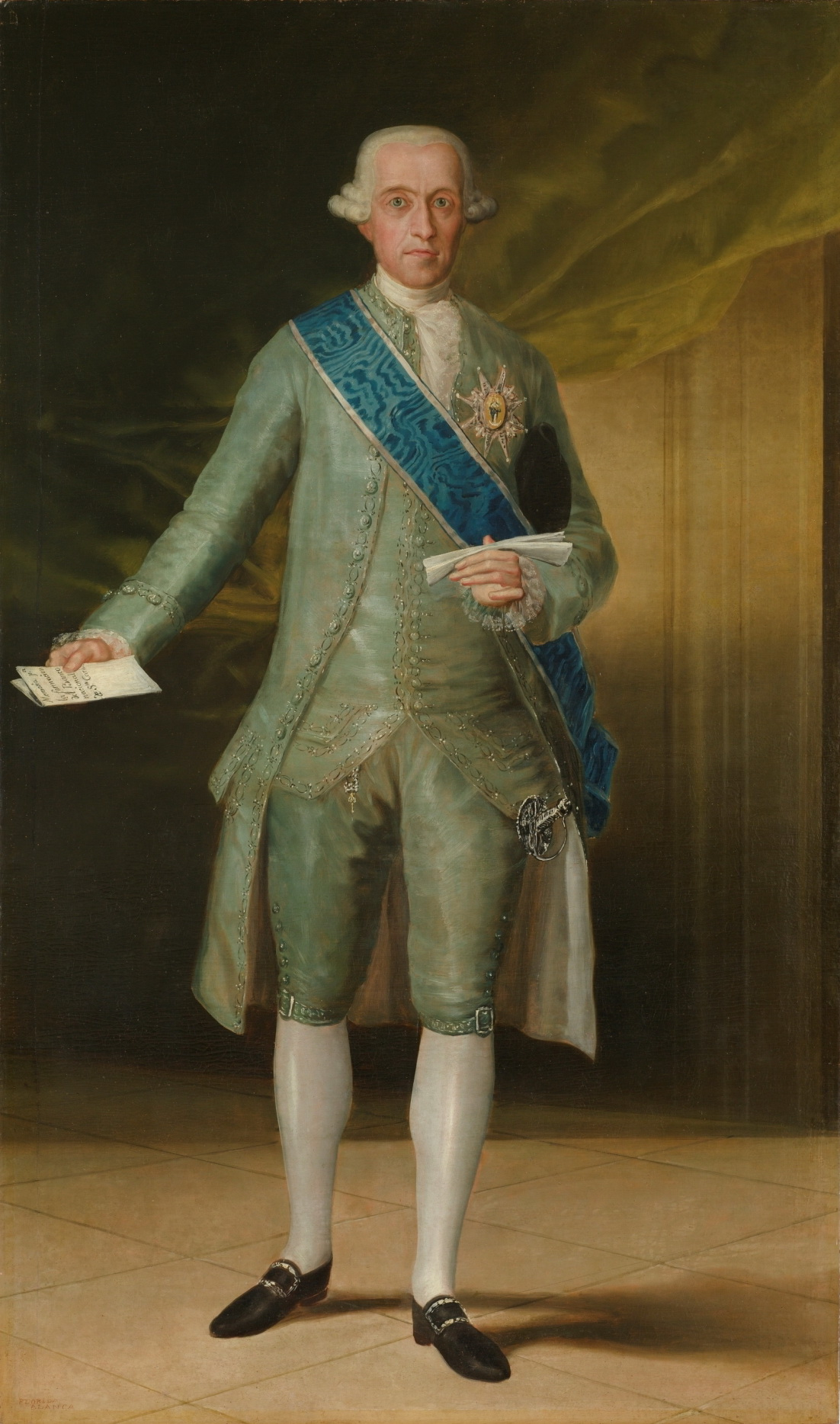
ゴヤの『フロリダブランカ伯爵の肖像』。1783年頃。プラド美術館所蔵。

ゴヤは権力の絶頂にあったフロリダブランカ伯爵を描いている。この作品はゴヤの最初の公式肖像画であり、その寓意的な要素を巧みに使用している。伯爵は赤いフォーマルスーツを着て画面中央に立ち、右手に眼鏡を持ち、肩にカルロス3世勲章の青と白のストライプのサッシュを掛けている。伯爵の立ち姿は落ち着きと聡明さ、不屈の精神を示しており、肖像画の場面の完璧な軸となっている。伯爵の眼鏡は知的関心の高さや洞察力の鋭さを表し、後者は澄んだ灰色の瞳の鋭い視線にも反映されている。さらに場面のバランス感覚と壮大さは伯爵のイメージを高めている。
画面右上の壁には国王カルロス3世の楕円形の肖像画が掛けられている。カルロス3世の肖像は君主として場面に描かれている全ての事象に認可を与えるという機能を果たす。カルロス3世は黒い甲冑を着込み、金羊毛勲章や聖霊勲章といった勲章を身に着けているが、この甲冑姿はアメリカ独立戦争とイギリスとの対立という当時の混乱した時代を映し出している。
画面右奥には様々なプロジェクトの図面と大きな卓上時計で囲まれたテーブルがあり、その前にはプロジェクトの監督者と思われる人物がコンパスを持っている。一方、ゴヤは伯爵の肖像画を自身の才能を宣伝するために使っており、画面左端に従順なポーズを取りながら絵画を伯爵に見せている自身の肖像を配置した。それによってゴヤは伯爵の2つの側面、画面右では伯爵の政策で実施された公共事業を、一方で画面左では芸術に対する伯爵の後援を象徴的に仄めかしている。
テーブルにはデスペニャペロス渓谷、シエラ・モレナ山脈、グアダラマ、ナバセラダ、ソモシエラの交通を容易にするために開通された峠道の図面が広げられ、その側面には最も技術的に優れ、かつ有益な結果をもたらしたアラゴン帝国運河の地図が鑑賞者に見えるように立てかけられている。地図には「アラゴン運河の計画」（PLAN DEL / CANAL DE ARAGON ）、「フロリダブランカ殿下へ、1783年」（AL EXCMO SEÑO[R] / FLORIDABLANCA / Año 1783）と記されている。
プロジェクトの監督者については建築家フランチェスコ・サバティーニ、ベントゥーラ・ロドリゲス、フアン・デ・ビリャヌエバなど諸説あるが、最も一貫した説は1775年にアラゴン帝国運河の設計と建設に着手したムルシアの水力技術者フリアン・サンチェス・ボルトとするものである。
テーブル上の大きな時計は伯爵の整然とした日々の仕事の習慣とたゆまぬ活動を象徴している。時計を飾る美しい座像は老いた時間の神クロノスであり、右手に砂時計を持ち、歴史的過去とゴヤの啓蒙主義の時代とを結びつけている。時計の針は午前10時30分を正確に指している。カルロス3世は毎朝8時に一般謁見で仕事を始め、11時には宰相を迎え入れていた。そのため伯爵は10時30分には朝の仕事を済ませて、国王と会う準備をしていた。つまりゴヤは宰相として仕事をする伯爵の朝の風景を描いているのである。この点は絨毯の上に置かれた封筒でも示唆されている。これは伯爵が毎日の謁見で受け取ったメモや要望書の1つであろう。封筒はすでに開封され、すでに目を通した後であることが分かる。
画面左端でほぼ真横の角度に立ったゴヤは、新しい装飾事業の準備習作と思われる油彩画を伯爵に見せ、承認を求めている。美術史家フォルケ・ノルドストローム（Folke Nordström）の解釈によると、これはサン・フランシスコ・エル・グランデ聖堂の祭壇画の習作である。ゴヤはこの場面に相応しい上品な服装をまとっており、首と袖口にレースの縁取りがある白いシャツの上に暗い色のフロックコートを着て、白いストッキングの上に、バックル付きの黒いショートパンツと靴をはいている。さらにゴヤは自身の画家としての学識をも示している。すなわち、伯爵の足もとの絨毯の上に置かれた書物は伯爵が再版を計画していたアントニオ・パロミーノの絵画理論書であり、それによって自身がその理論をすでに習得していることを示唆している。
画面左端では大きなカーテンが引き戻された隙間から屋外の風景が部分的に現れている。ゴヤの足元にある紙には「フランコ・ゴヤ殿」（Señor / Franco. Goya）と記されている。

## 来歴
フロリダブランカ伯爵は子供がいなかったため、肖像画はその死後、伯爵の弟フランシスコ・デ・モニーノ・イ・レドンド（Francisco de Monino y Redondo）と結婚した第4代ポンテホス女侯爵マリア・アナ・デ・ポンテホス・イ・サンドバル（María Ana de Pontejos y Sandoval）の一族に相続されたようである。その後、ウルキホ銀行（Urquijo Bank）によってその子孫から取得され、同銀行の消滅後にスペイン銀行のコレクションに加わった。

## 他のバージョン
プラド美術館に収蔵されている作品で、本作品とほぼ同時期に制作されたと考えられている。この肖像画の中で伯爵は1782年にフランシスコ・カバリュスによって記されたサン・カルロス国立銀行設立の覚書を手にしており、伯爵とサン・カルロス国立銀行が関連づけている。

## ギャラリー
関連するゴヤの作品

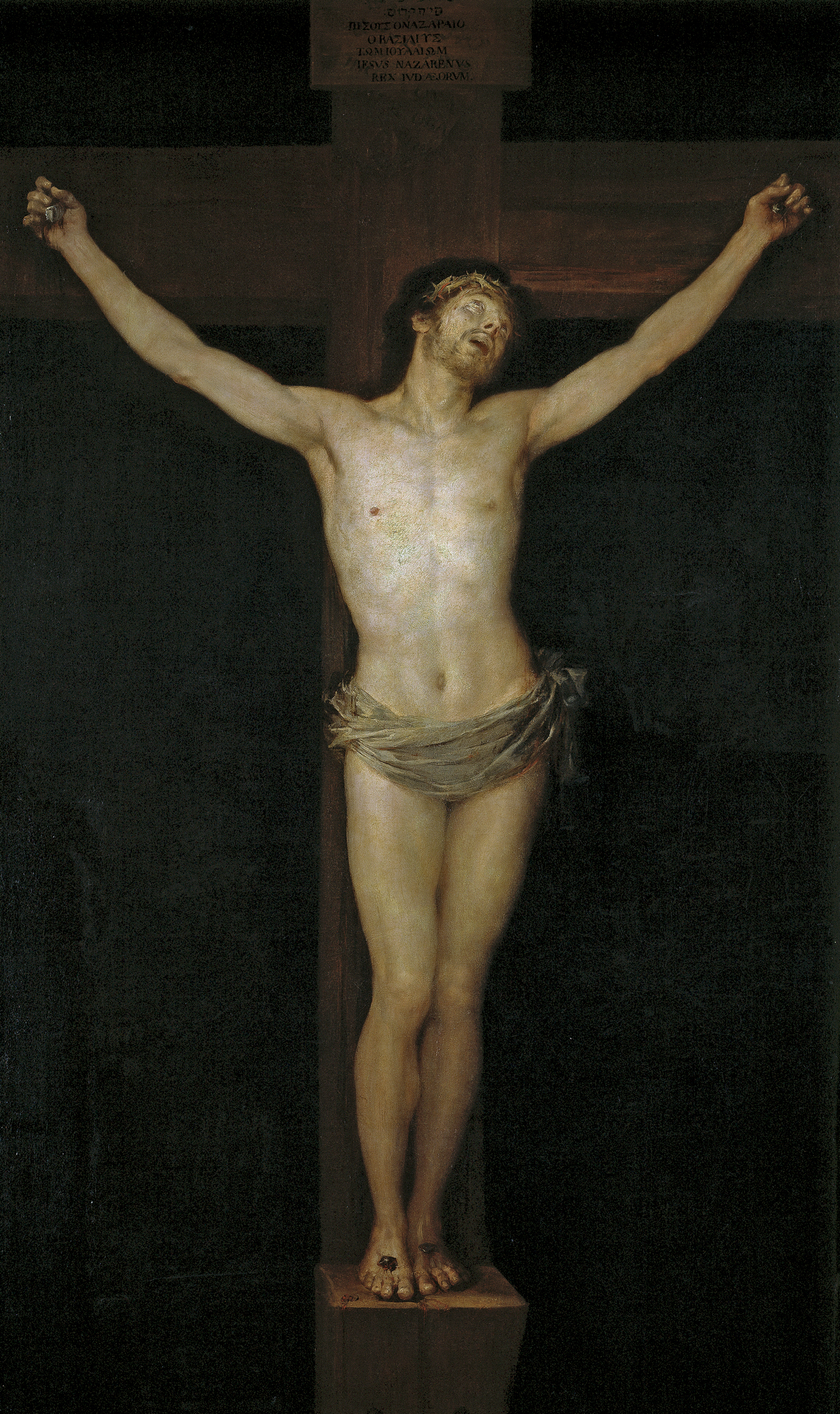
『キリストの磔刑』1780年 プラド美術館所蔵
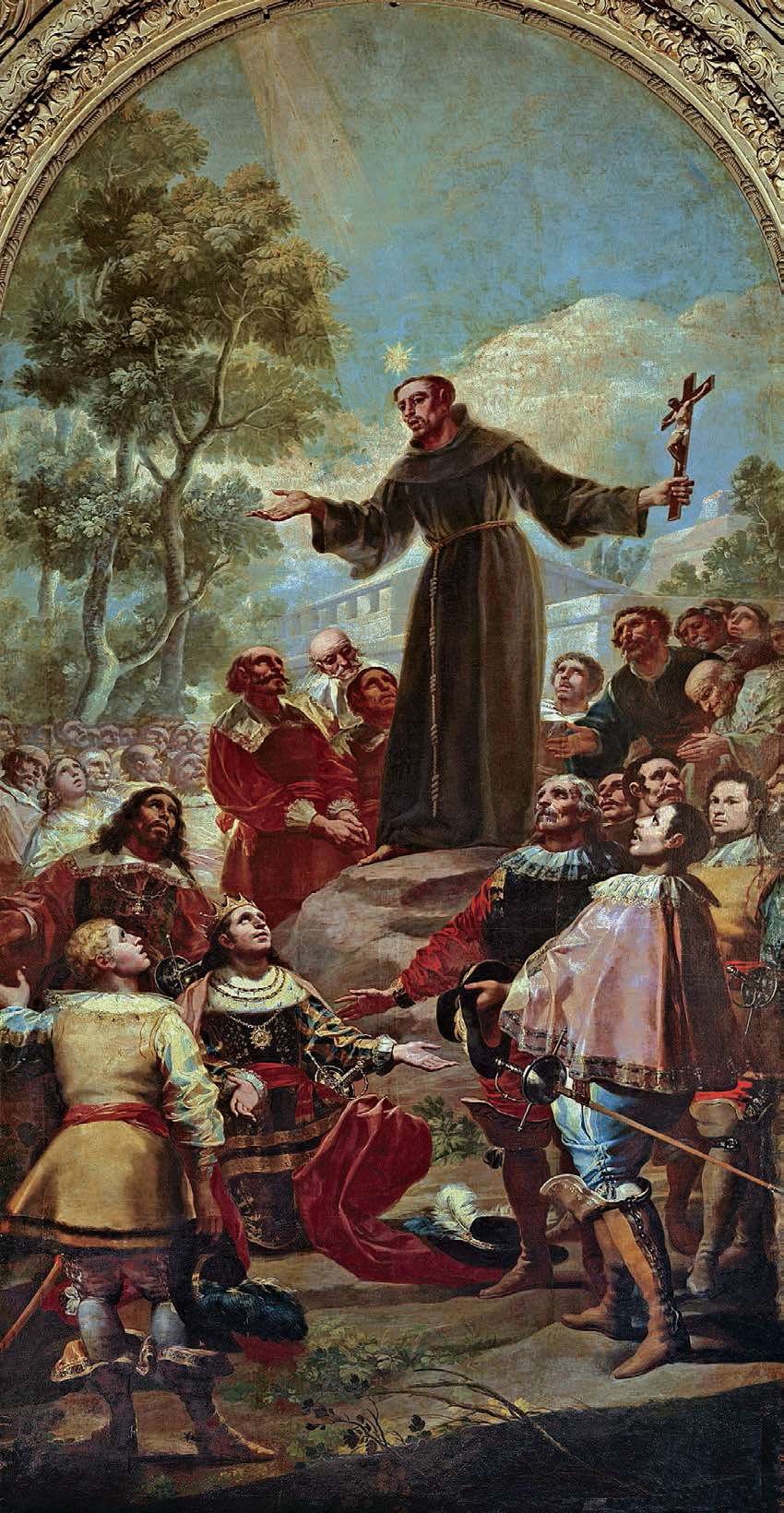
『シエナの聖ベルナルディーノの説教』1781年 サン・フランシスコ・エル・グランデ聖堂（英語版）所蔵
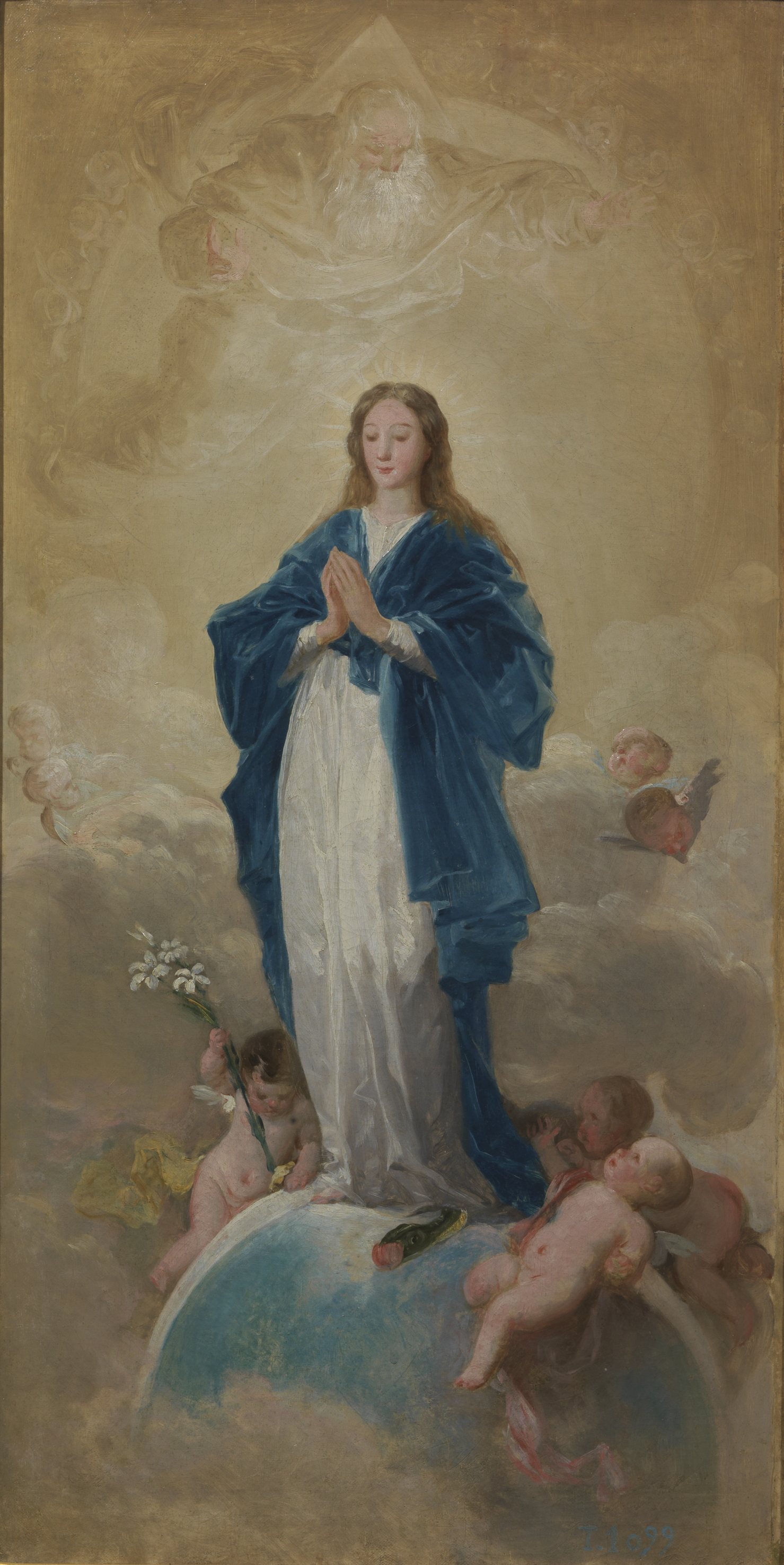
『無原罪の御宿り』1783年 プラド美術館所蔵